# Showroomprive
Showroomprive es una compañía de comercio electrónico francesa especializada en venta por internet. Desde 2006, año de su aparición, las ofertas de la compañía, con marcas de renombre exclusivas, cambian cada día. En una década, el grupo se ha convertido en uno de los detallistas por internet más grandes de Europa, llegando a tener más de 26 millones de clientes. Desde un principio, las ventas y los ingresos del sitio web aumentaron constantemente. En 2015, los ingresos netos de Showroomprive llegaron a 443 millones de euros, con un índice de crecimiento anual medio del 28%.

## Historia
Showroomprive.com fue creada en Francia en 2006 por Thierry Petit y David Dayan, dos empresarios con trayectorias diferentes, uno en el mundo de la moda y el otro en el de la tecnología digital. Thierry Petit creó el primer comparador de precios en Francia, Toobo.com y es uno de los empresarios más influyentes dentro del sector digital francés. Ha sido vicepresidente de la asociación France digitale y continúa invirtiendo en proyectos de innovación digital. Por su parte, David Dayan trabajó en venta detallista de moda desde que era un adolescente. Empezó en el negocio familiar y se convirtió en CEO de una compañía exportadora.
En 2010, el fondo de inversión estadounidense Accel Partners, especializado en compañías digitales, inyectó un total de 37 millones de euros en la compañía. El 29 de octubre de 2015, Showroomprive fue incluida en el mercado de valores Euronext y aumentó su valor a 256 millones de euros a través de su IPO. Su capitalización llegó a 665 millones de euros al final de 2015.

### Expansión internacional
En 2010, la compañía recaló en España. Desde ese momento, se extendió por otros puntos europeos: Italia (2011), Reino Unido (2011), Países Bajos (2012), Portugal (2013), Bélgica (2013), Polonia (2013) o Alemania (2015). Los mercados internacionales representaron el 15% de los ingresos netos en 2015.
En octubre de 2016, Showroomprive adquiere Saldi Privati, el segundo actor en ventas privadas por internet de Italia, por 28 millones de euros.
Showroomprivé cuenta con más de 800 empleados en Francia y en el extranjero:
- La Plaine Saint-Denis
- Saint-Witz
- Roubaix
- Vendée
- Madrid y Barcelona
- Milán

La logística está dirigida por Dispeo, de la que Showroomprive.com es socio desde 2014. Esta plataforma puede embarcar hasta 200,000 órdenes cada día. En 2015, 10 millones de paquetes fueron distribuidos por Showroomprive.

## Look Forward
En junio de 2015, Showroomprive crea su propia incubadora de empresas, un taller de ideas y proyectos para animar y promover start up innovadoras que optimicen la producción, distribución y consumo de bienes de moda. En febrero de 2016, la incubadora organizó su primer Festival de Tecnología de Moda en París, con conferencias, talleres y exposiciones.